# Michal Tabara
Pour les articles homonymes, voir Tabara (homonymie).
Michal Tabara, né le 16 octobre 1979 à Uherské Hradiště, est un joueur tchèque de tennis.
Passé professionnel en 1997, il a remporté un tournoi en simple sur le circuit ATP. Il a également remporté un tournoi en double. Son meilleur classement ATP reste une 47e place atteinte le 23 juillet 2001.

## Palmarès

### Titre en simple (1)
| No | Date       | Nom et lieu du tournoi   | Catégorie   | Dotation  | Surface    | Finaliste        | Score     |          |
| -- | ---------- | ------------------------ | ----------- | --------- | ---------- | ---------------- | --------- | -------- |
| 1  | 01-01-2001 | Gold Flake Open, Chennai | Int' Series | 375 000 $ | Dur (ext.) | Andrei Stoliarov | 6-2, 7-64 | Parcours |

### Titre en double (1)
| No | Date       | Nom et lieu du tournoi | Catégorie   | Dotation  | Surface      | Partenaire     | Finalistes                    | Score    |  |
| -- | ---------- | ---------------------- | ----------- | --------- | ------------ | -------------- | ----------------------------- | -------- |  |
| 1  | 09-04-2001 | Estoril Open Estoril   | Int' Series | 600 000 $ | Terre (ext.) | Radek Štěpánek | Donald Johnson Nenad Zimonjić | 6-4, 6-1 |  |

## Résultats en Grand Chelem

### En simple
| Année | Open d'Australie | Open d'Australie | Roland-Garros | Roland-Garros      | Wimbledon | Wimbledon      | US Open  | US Open          |
| ----- | ---------------- | ---------------- | ------------- | ------------------ | --------- | -------------- | -------- | ---------------- |
| 2000  | 1er tour         | Kevin Ullyett    | -             | -                  | -         | -              | -        | -                |
| 2001  | 3e tour          | Marat Safin      | 1er tour      | Sébastien Grosjean | 1er tour  | Cédric Pioline | 1er tour | Justin Gimelstob |
| 2002  | 1er tour         | Taylor Dent      | 1er tour      | Tommy Haas         | -         | -              | -        | -                |
| 2003  | -                | -                | -             | -                  | -         | -              | -        | -                |
| 2004  | 1er tour         | Rafael Nadal     | -             | -                  | -         | -              | 3e tour  | Tim Henman       |
| 2005  | 2e tour          | Taylor Dent      | 1er tour      | Victor Hănescu     | 1er tour  | Ivo Minář      | -        | -                |

### En double
| Année | Open d'Australie     | Open d'Australie       | Roland-Garros | Roland-Garros | Wimbledon | Wimbledon | US Open | US Open |
| 2005  | 1er tour Jan Hernych | Jordan Kerr Jim Thomas | -             | -             | -         | -         | -       | -       |